# Monete di Venezia
La monetazione veneziana è l'insieme delle monete coniate e utilizzate dalla Repubblica di Venezia dalla seconda metà del XII secolo fino alla sua caduta avvenuta nel 1797. Con l'avvento del Regno d'Italia nel 1866 la zecca assolse funzioni di stabilimento di affinazione e fu definitivamente chiusa nel 1870.
Sebbene non si abbiano notizie certe sull'inizio della pratica di coniazione nel Ducato di Venezia, storici antichi come Andrea Dandolo o Marin Sanudo facevano risalire la concessione del privilegio di battere moneta ai re d'Italia Rodolfo (nel 921) e Berengario II (nel 950), anche se è probabile che tale diritto fosse già in precedenza stato concesso dagli imperatori bizantini e già circolavano denari con i nomi di Venezia e degli imperatori carolingi Ludovico I (814-840) e Lotario I (840-855). Notizie si hanno poi, attorno al 1031 di monete coniate dal doge Ottone Orseolo, mentre nel 1193-1202 Enrico Dandolo imprimeva certamente per la prima volta a Venezia la moneta d'argento detta Matapan, dall'omonimo promontorio greco.
Grazie ai suoi commerci la repubblica di Venezia era uno dei più ricchi stati europei ed ebbe una ricca produzione monetaria che esercitò notevoli influenze nel bacino del Mediterraneo ed in Europa.
Il tipo più ricorrente era quello che recava al dritto l'immagine del doge che riceveva da San Marco lo stendardo.
Questo tipo era usato nel ducato d'argento ed in particolare in quello d'oro, che prese in seguito il nome di zecchino.
Nello zecchino al rovescio era raffigurato Cristo in un ovale, detto "mandorla", contenente nove stelle. I tipi dello zecchini rimasero assolutamente immutati dalla prima coniazione del 1284 all'ultima, lo zecchino di Ludovico Manin, cinque secoli dopo. Anche le emissioni battute dagli austriaci, a nome dell'imperatore Francesco II usarono gli stessi tipi.
Le più importanti monete coniate dalla Serenissima sono:
- grosso d'argento o Matapan coniato la prima volta a cavallo tra il 1193 ed il 1202, fu uno dei primi grossi italiani;
- zecchino - coniato dal 1284, con il medesimo peso e titolo del fiorino di Firenze; dal XVI secolo prese il nome di zecchino .
- soldo d'argento coniato dal dogato di Francesco Dandolo (1328 -1339 );
- lira - coniata dal 1472;

La coniazione veniva effettuata a Venezia, nel Palazzo della Zecca, e tale attività veniva rigidamente sorvegliata dalla Quarantia, assemblea con funzioni di indirizzo economico-finanziario e di Tribunale Supremo.

## Storia e caratteristiche della monetazione veneziana

### Le origini della monetazione veneziana
Grazie alla loro intraprendenza i primi mercanti della Repubblica di Venezia furono costretti a doversi interfacciare con tre sistemi monetari differenti. Da una parte l'Impero carolingio che adottava una monetazione basata su moneta d'argento e frazioni di essa, dall'altra l'Impero Bizantino che ancora si basava sul solido d'oro introdotto da Costantino il Grande e infine gli Arabi, con un proprio sistema fondato sul dinaro. La pace di Aquisgrana conclusa tra franchi e bizantini nell'812 confermava almeno formalmente l'appartenenza della città di Venezia ai domini bizantini, questo avrebbe dovuto inserire Venezia nel sistema monetario bizantino, il più diffuso nell'ambito dei commerci marittimi, ma ciò non avvenne.
I primi conî a riportare l'iscrizione venecias sono denari d'argento e recano anche il nome dell'imperatore d'Occidente Ludovico il Pio. La zecca locale, attiva tra l'819 e l'822, adottò quindi i modelli occidentali e produsse denari del valore di 1/12 di solido d'argento e 1/240 di lira, entrambe monete di conto. In questo modo il governo veneziano non intendeva emanciparsi dall'autorità bizantina, né tanto meno sottomettersi all'imperatore d'Occidente. Si trattò semplicemente di una scelta pratica per facilitare gli scambi con l'entroterra da cui Venezia traeva sostentamento.
Il sistema monetario carolingio unificò l'economia europea solo sulla carta poiché sia gli imperatori, sia i governi locali, trovavano vantaggioso svalutare arbitrariamente le monete coniate. Sin dai primi tempi anche i denari veneziani subirono una rapida svalutazione e per tutto il X secolo il loro valore corrispose ai tre quarti di quello della moneta franca per poi passare alla sua metà sul finire del secolo. Tra l'XI il XII secolo, quando circolavano le cosiddette monete "Enrico" (dal nome dell'imperatore impresso sul recto), il denaro veneziano perse ancora valore, passando da 250 a 220/1000 d'argento nel titolo e da 0,828 a 0,414 grammi nel peso.
Tra il 1125 e la metà del secolo pare che la zecca veneziana abbia interrotto la sua attività. Attorno al 1150 si cominciò ad abbandonare il denaro veneziano in favore della monetazione di Verona che si stava ormai imponendo in tutto il Veneto. Anche in questa città era in uso il consueto standard carolingio basato su lire, soldi e denari; questi ultimi erano piccole monete di forma concava in lega di rame e argento.
Nel medioevo acquisti, affitti e prestazioni lavorative venivano pagati non solo in moneta da conto ma soprattutto in natura. I proprietari terrieri ricevevano dagli affittuari sale e vino, ma anche galline, grano, carne di maiale, olio per l'illuminazione, incenso, legname, tela di lino. D'altra parte, gli affitti per case erano preferibilmente fissati in denaro. Per i pagamenti all'estero si usavano sovente lingotti d'oro e d'argento dal peso misurato in marchi. Sappiamo che nel XIII secolo le verghe venivano analizzate e certificate dai funzionari della zecca prima di essere immesse nel commercio internazionale. Per il resto, i mercanti veneziani utilizzavano il sistema monetario in uso nei territori in cui viaggiavano.

### L'abbandono del sistema carolingio
Alla metà del XII secolo Venezia aveva sostanzialmente smesso di battere moneta propria per fare largo uso di valute straniere anche se negli ultimi trent'anni del secolo le zecche ripresero l'attività e i veneziani cominciarono lentamente a costituire un proprio sistema monetario. La prima moneta prettamente veneziana fu l'albulus o blanco del doge Vitale II Michiel, pesava 0,517 grammi e conteneva solo il 70‰ di argento. Si trattava quindi di un mezzo denaro (o, meglio, di un terzo di denaro) ed era adatta a pagamenti di piccola entità. In ogni caso, imprimendo il nome del proprio governante e non quello dell'imperatore germanico, per la prima volta Venezia si autoproclamava indipendente anche dal punto di vista monetario.
Con ll'ascesa di Sebastiano Ziani si tornò a coniare denari, ma anche in questo caso recavano sul recto il nome del doge e sul verso quello di San Marco. Analogamente ai denari "Enrico", essi avevano un peso di 0,362 g e il 270‰ di argento. La cosiddetta libra denariorum venetiarium ebbe un grande successo non solo a Venezia, è attestato tra il 1172 e il 1184 che le lire veneziane e le lire veronesi erano ugualmente accettate nei mercati in cui operavano commercianti veneziani, ma in seguito assunsero valori differenti e dal 1194 non furono più interscambiabili. Dopo il 1172 nel mercato di Rialto non si hanno più notizie di denari veronesi. Questo repentino cambiamento fa pensare all'emissione di un decreto del governo del quale, tuttavia, non resta traccia. Con il successore Orio Mastropiero venne recuperato il mezzo denaro del Michiel: i commercianti veneziani ebbero quindi a disposizione due monete per i pagamenti.

### La riforma di Enrico Dandolo
La svolta decisiva si ebbe sotto il dogado di Enrico Dandolo, quando venne attuata in quattro tempi una drastica riforma monetaria. Dopo una leggera svalutazione sia del denaro che del mezzo denaro, fu introdotto il grosso, una moneta di grande valore, del peso di 2,2 grammi e del titolo di 965‰ di argento; essa equivaleva a 2 soldi, ovvero a 24 denari. Il grosso divenne un simbolo della potenza veneziana e fu imitata in seguito da molti altri comuni italiani.
Terzo stadio della riforma fu la fine dell'emissione del denaro dato che, in realtà, il grosso conteneva l'11% di argento in meno di una lira, quindi non corrispondeva esattamente a 240 denari. Solo sessant'anni dopo, con l'elezione del doge Lorenzo Tiepolo, si procedette al conio di nuove monete di questo tipo; nel frattempo i vecchi denari non vennero ritirati dalla circolazione e continuarono ad essere impiegati.
Ultima decisione fu il conio del quartarolo, una frazione del denaro. Secondo Martino da Canal questa moneta fu necessaria per pagare gli operai dell'Arsenale impiegati nella costruzione della flotta da destinare alla Quarta crociata.
All'inizio del XIII secolo Venezia poteva quindi contare su un efficiente sistema monetario. Continuavano a circolare i vecchi denari e altre monete italiane, mentre gli affitti erano ancora pagati in natura e in denaro.

## Monete
| Indice A B D G L M O P Q S T Z |

### A
- Albulus o albus: vedi Bianco

### B
- Bagattino: era il nome popolare dato nell'Italia settentrionale al "denaro piccolo". A Venezia appare citato per la prima volta in documento del 1442.[9] Furono coniati un soldo da 12 bagattini ed un bezzo da 6.[10]
- Bezzo: (ma anche bez oppure becio) italianizzazione di Batzen, moneta d'argento emessa a Berna dal 1498. Fu coniata a Venezia dal 1525 con il valore di mezzo soldo, cioè sei bagattini. In seguito la moneta subì una diminuzione di peso (bezzetto).
  - Bezzo d'oro, pari al valore di mezzo zecchino.
- Bezzone: il bezzo prese il nome di bezzone dal 1609 quando fu battuto con un modulo più grande in biglione. Dal 1619 fu coniato in rame per i territori del levante: Albania, Dalmazia, Morea e Candia. Questa coniazione aveva al dritto la Madonna con il bambino ed al rovescio San Marco. Valeva 6 bagattini.
- Bianco: nome usato per indicare monete di biglione a basso titolo che subivano processi per concentrare l'argento nella parte esterna. A Venezia presero questo nome i mezzi denari del XII secolo.

### D
- Denaro: Le prime monete legate al nome di Venezia sono dei denaro. Dalla prima metà del IX secolo vengono coniati denari a nome di Venezia e degli imperatori del Sacro Romano Impero.
I nomi di imperatori presenti sono di Ludovico I (814-840), Lotario I (840-855), Ottone II (973-982), Ottone III (973-1002), Corrado II (1026-1039), Enrico III (1056-1125), Enrico IV ed Enrico V (1056-1125).
Furono coniate anche altri denari senza però l'indicazione dell'imperatore nella seconda metà del IX secolo e nel periodo 1002-1024.
Le monete con i nomi dei dogi sono coniate dal XII secolo. La prima monetazione nota è quella del doge Vitale II Michiel (1156-1172); sono denari (o forse mezzi denari) scodellati, cioè concavi. Recavano al dritto la croce patente e la legenda: + • V • MICHL DVX •. Al rovescio era raffigurato il busto di San Marco, di fronte, e la legenda:+ • S • MARCVS VNE
Le monete successive, di minor qualità, recavano al dritto una piccola croce potente al centro ed intorno il nome abbreviato del doge, nella forma +SEB DVX (Sebastian Duca, il doge Sebastiano Ziani); al rovescio la stessa croce ed intorno S. MARCVS.
- Doppia: espressione usata inizialmente per indicare la moneta da due scudi o due zecchini. Con il tempo divenne moneta a sé. A Venezia ne furono coniati vari tagli specialmente nel XVIII secolo. La doppia coniata a Venezia era una delle cosiddette "otto stampe". La doppia coniata sotto Manin pesava circa 6,5 g, quindi meno di due zecchini, e aveva al dritto una croce fiorita e al rovescio le armi della repubblica con il leone di San Marco in moeca, come rappresentato nell'attuale stemma della città.
  - Doppia d'argento: in argento, come dice il nome, dal peso di ca. 6g; aveva tipi simili a quella d'oro.
- Ducato d'argento: indicava una moneta coniata a partire dal 1562 dal valore di 124 soldi e con un peso di circa 32,60 g. Al dritto la legenda HIER PRIOLO DVX S M VENETVS circondava san Marco, seduto in trono, che porge il vessillo al Doge in ginocchio. Al rovescio la legenda DVCATVS VENETVS nel giro ed il leone passante con la zampa sul libro con la scritta PA/XT/IB – IM/AR/CE[11]. In esergo "124".[12]
Poco dopo ne fu coniata una nuova versione con i tipi della Giustina.[13]
- Ducato: la più prestigiosa e famosa delle monete di Venezia: era una moneta pari al fiorino di Firenze, emesso, circa 50 anni dopo la moneta fiorentina, nel 1284 dal doge Giovanni Dandolo (1280-1288); in seguito prese il nome di zecchino. Presentava al dritto il Doge che si inginocchia davanti a San Marco ed al rovescio Gesù Cristo dentro la "mandorla" e l'iscrizione Sit tibi Christe datus quem tu regis iste ducatus. Pesava 3,44 g a 24 carati.
Il nome viene da "doge", dux in latino.
- Ducatone: d'argento da 124 soldi. Coniato a Milano dal 1551 sotto Carlo V. A Venezia fu emesso per la prima volta nel 1570. Al rovescio, in esergo, c'era l'indicazione del valore ("124"). Era chiamato anche Giustina minore. Sostituiva il ducato d'argento del 1562.

### G
- Gazzetta: nome di una moneta di mistura da 2 soldi emessa a partire dal 1539. Al dritto c'era la giustizia seduta ed al rovescio il leone di San Marco. Dal 1684 fu coniata in rame. Furono coniati anche dei multipli. Fu battuto anche per le colonie veneziane come Creta, Candia, per le isole dello Ionio e per le colonie di Dalmazia. Il nome viene da gazza. Nel XVII secolo il primo quotidiano veneziano costava una gazzetta, da cui il nome.[10]
- Giustina: nome di diverse monete d'argento. Furono fatte emettere dal doge Alvise I Mocenigo nel 1572 per il primo anniversario della vittoria di Lepanto, che era caduta il 7 ottobre dell'anno precedente, giorno di santa Giustina. Al dritto mostrava il doge inginocchiato che riceve la bandiera da San Marco ed al rovescio l'immagine della Santa. Furono coniati diversi tagli tra cui da 40, 80, 124 e 160 soldi. La santa era raffigurata stante, di fronte, con il petto trafitto da un pugnale; nella mano destra un ramo di palma e nella sinistra un libro. In alcune emissioni un leone accovacciato in esergo.
  - Giustina delle galere: altro nome della giustina minore.
  - Giustina maggiore: era il nome usato per la moneta da 8 lire veneziane o 160 soldi. Fu coniata la prima volta sotto Nicolò Da Ponte con un decreto del 1678.[9] reca al rovescio la legenda MEMOR ERO TUI IUSTINA VIRGO[14]. Reca in esergo il valore (160). Pesava 36,3880 grammi con un titolo di 948‰. In un tariffario del 1786 è valutata 11 lire ed è anche detta ducatone.[9]
  - Giustina minore: era il nome della moneta d'argento dal valore di 6 lire venete e 4 soldi (124 soldi) coniata sotto Pasquale Cicogna. Era detta anche "giustina delle galere" perché la santa era rappresentata tra due galere.[9]
- Grosso: detto anche grosso matapan è un grosso coniato la prima volta sotto il ducato di Enrico Dandolo; fu una delle prime monete con queste caratteristiche battute in Italia.
- Grossetto: grosso di dimensioni inferiori battuto tra il 1423 e il 1471

### L
- Lira Tron (o Trono), coniata a partire dal 1472, sotto il doge Nicolò Tron, per il valore iniziale di 20 soldi (6.52 g con titolo di 948/1000). In seguito alla scoperta e al conseguente sfruttamento di nuovi depositi di argento in Europa, a Venezia fu possibile infatti introdurre per la prima volta una moneta di questo valore.
Si trattava di una moneta di modulo ampio che superava il peso di sei grammi, un aumento sostanziale rispetto al gros tournois emesso dai re di Francia, che era allora la moneta di maggior valore che circolava in Europa. L'esempio fu presto imitato da molti coma ad esempio Milano due anni dopo.
Fu la prima lira emessa in Italia.
- Lira veneziana: (o veneta): il documento più antico che cita la lira in Venezia risale al 953 dove la lira è menzionata come "libra venetorum parvorum" o "libra denariorum venetarum".[9] Si tratta di una moneta di conto,cioè della somma pari a 240 denari piccoli, che erano l'unica moneta reale esistente a Venezia come peraltro in tutta l'Europa occidentale. La prima "lira" reale coniata a Venezia è la lira Tron del 1472. In seguito il titolo peggiorò e fu chiamata lirazza o liretta, divisa in 10 gazzette.
  - Lira del 1797: monete con il nome di lira veneta furono emesse dopo la caduta della repubblica in più occasioni. Una prima volta furono coniate due emissioni, con variazioni minime, di un pezzo da 10 lire nel 1797 da parte del governo provvisorio. Erano d'argento a 826‰ e pesavano 28,47 grammi.
  - Lira veneta (governo austriaco): Identico nome fu usato dal governo austriaco nel periodo 1797-1805. I pezzi coniati furono da 2, 1 e 1/2 lira. Erano di mistura al 250‰; la lira pesava 5,3 grammi. Nel 1802 fu ribattuta con un peso di 11,35 d e lo stesso titolo dell'emissione precedente.
- Lira: la lira, senza ulteriori specificazioni, fu coniata a Venezia dal governo provvisorio nel biennio 1848-1849. Le monete avevano le caratteristiche ponderali delle monete napoleoniche. Fu coniato un marengo d'oro da 20 lire, la moneta d'argento da 5 lire, con due varianti e le frazioni da 15, 5, 3 ed un centesimo, la prima in mistura e le altre in rame. Tutte le monete avevano al dritto il leone di San Marco. La moneta da 20 lire recava al dritto nel contorno la legenda INDIPENDENZA ITALIANA e in esergo VENEZIA mentre al rovescio c'era la legenda ALLEANZA DEI POPOLI LIBERI.

### M
- Marcello: moneta d'argento emessa dal doge Nicolò Marcello (1473-4). Valeva 10 soldi cioè la metà della lira Tron emessa dal suo predecessore, Nicolò Tron, nel 1471. Pesava 3,26 g e aveva una lega d'argento di 950‰. I tipi erano quelli caratteristici delle monete veneziane: il doge inginocchiato davanti a San Marco che gli consegna lo stendardo al dritto e Cristo seduto al rovescio. Lo stile della moneta prelude decisamente alle monete moderne. Mantenne il nome anche con i successori. In seguito il valore salì a 12 soldi. Fu coniata fino al 1550.[10]
- Marchetto: nome popolare del soldo veneziano. Vi era rappresentato San Marco, da cui il nome. Era in biglione e fu coniata da 1476 al XIX secolo.[10]
- Marcuccio: nome popolare del denaro piccolo veneziano coniato in basso argento agli inizi del XII secolo. Vi era rappresentato San Marco, da cui il nome.
- Matapan (o Matapane): soprannome del primo grosso (grossus venetianus), emesso a cavallo tra il XII e il XIII secolo da Enrico Dandolo, il doge della Quarta crociata. Era un grosso dal valore di 26 piccoli. Fu coniato per pagare gli operai dell'arsenale che avevano costruito le navi per la quarta crociata.[10]
Divenne la moneta più usata nei commerci per l'area dei Balcani e del mar Egeo.[10] L'ultimo fu emesso dal doge Andrea Dandolo (1343 - 1354).[10]
Era la moneta più importante di Venezia, ed era in particolare coniata per i commerci con il Levante, imitando lo stile delle monete bizantine, come ad esempio il miliarense.
Al dritto è raffigurato San Marco che consegna la bandiera al doge e Cristo seduto al rovescio. Il nome viene dal capo Matapan, nei cui pressi fece sosta la flotta che portava i crociati.[15] Venne imitata da alcune zecche italiane.
- Mocenigo (abbreviazione di lira Mocenigo): nome della lira veneziana emessa da Pietro Mocenigo nel 1474/6. I tipi sono quelli classici: al dritto è rappresentato il doge inginocchiato che riceve lo stendardo da San Marco ed al rovescio il Cristo nimbato. Pesava ca. 6,52 ed era al titolo del 928‰. Mantenne il nome anche con i dogi successivi. Fu coniata fino al 1575.[10]
- Multiplo di zecchino: moneta d'ostentazione di valore compreso tra 5 e 105 zecchini

### O
- Osella (da osel: uccello in dialetto veneziano): moneta o medaglia veneziana dal valore di 1/4 di ducato coniata annualmente dalla Serenissima. Il doge, per antica tradizione, nel dicembre di ogni anno, donava ai nobili del Maggior Consiglio 5 anatre selvatiche. Nel 1521 il consiglio, a causa delle guerre che impedivano la caccia, decretò che al posto degli uccelli venisse consegnata una moneta che fu perciò chiamata "osella".[10] La coniazione ebbe termine nel 1796, con la caduta della Repubblica.
Le prime oselle avevano al dritto Cristo in trono che benedice il Doge in ginocchio che riceve il vessillo da San Marco. Inizialmente al dritto il tipo prevalente era quello di San Marco con il Doge genuflesso variamente interpretato. Al rovescio per lo più un testo su più righe, ad esempio AND / GRITI / PRINCIPIS / MVNVS / ANNO [16]. Sul finire del XVI secolo al rovescio cominciarono ad essere raffigurati vari soggetti.
Le prime oselle pesavano intorno ai 9,30 grammi d'argento con un diametro di quasi 34 mm (la moneta da 2 euro ha un diametro di 25,75 mm e pesa 8,50 grammi). Un modulo così grande, simile a quello del tallero, permetteva l'incisione di grandi figure e fu usato spesso a scopi propagandistici.
  - Osella di doppio peso: veniva coniata in argento assieme a quella standard. Si trovano nella seconda metà del XVIII secolo.
  - Osella d'oro: l'osella nasce come medaglia d'argento ma in seguito, già verso la metà del XVII secolo, furono coniate oselle d'oro da 2, 4, 6 ed 8 zecchini. Sotto Ludovico Manin l'osella da 4 zecchini pesava ca 14 grammi con un diametro di 30 millimetri. Quella da 6 ne pesava ca 21 con un diametro di 33–34 mm e quella da 8 zecchini pesava ca 28 grammi con un diametro di 36 mm. In genere avevano gli stessi tipi e legende delle oselle d'argento coniate lo stesso anno.
  - Osella di Murano: per Murano furono coniate oselle separate: recavano legende del tipo MVNVS COMVNITATI MVRIANI , vi era raffigurato il "gallo di Murano" con il serpente nel becco. In genere vi erano raffigurate le armi del doge di Venezia e quelle del podestà e del camerlengo di Murano con i loro nomi. Spesso erano anche raffigurate le armi dei quattro deputati di Murano, anche in questo caso con i nomi.

### P
- Piccolo: (anche picciolo, pizolo) nome usato in tutta l'Italia per le monete di minor valore. Il termine cominciò ad entrare in uso quando accanto al denaro oramai svalutato (denarus parvus) si cominciarono a battere i primi grossi. Forse il primo piccolo fu emesso a Venezia dal doge Sebastiano Ziani.

### Q
- Quartarolo: termine utilizzato per monete di un quarto di valore. A Venezia il quartarolo era una piccola moneta di biglione del valore di 1/4 di denaro che fu battuta per la prima volta dal doge Enrico Dandolo. Recava al diritto le lettere V-N-C-E disposte a croce e al rovescio una croce accantonata da gigli. Fu emessa dal 1192 al 1328.

### S
- Scudo: furono coniate diverse monete con questo nome, sia in oro che in argento. Avevano come tipo lo stemma della città con il leone in moeca, da cui il nome. Era detto anche Scudo della croce per la croce che era raffigurata al dritto.
  - Scudo d'oro: fu coniato per la prima volta nel XVI secolo con un peso di circa 3,40 g, quindi leggermente inferiore al ducato. Furono coniati anche multipli: ad esempio sotto il doge Carlo Ruzzini (1732-1735) fu coniato dal massaro Benetto Valier, uno scudo da 10 zecchini dal peso di AV 34,80 grammi.[17] Un altro simile fu coniato sotto il doge Francesco Loredan (1752-1762) dal massaro Giacomo Antonio Contarini,[18]
- Soldo  d'argento, coniato a partire dal ducato di Francesco Dandolo (1328-1339);
  - Soldo da 16 bagattini

### T
- Tallero per il levante: coniato a Venezia per i commerci con il Levante. Ne furono coniate alcune versioni: in una il ritratto femminile al dritto aveva il cappello di dogaressa, in un'altra aveva invece un diadema ed era ad imitazione del tallero di Maria Teresa. Furono coniati anche il doppio tallero, il mezzo, il quarto e l'ottavo di tallero.
L'ultima emissione fu quella di Ludovico Manin.
Il tallero era in argento all'835‰, con un diametro di 40–41 mm ed un peso di 28 g circa.
- Tornesello: piccolo tornese d'argento emesso a Venezia dal doge Andrea Dandolo (1343-1254) e dai successori con gli stessi tipi del soldino.
- Trono, sinonimo di Lira Tron

### Z
- Zecchino: nome preso dal ducato di Venezia sotto il doge Pietro Lando (1539-1545). Fu battuto fino alla fine della repubblica sempre con gli stessi tipi.
Fu coniato anche nel 1798 con gli identici tipi sotto il governo degli Asburgo, durante il regno di Francesco II.
Il ducato d'oro era coniato dal 1284, con il medesimo peso e titolo del fiorino di Firenze.
Il nome viene dalla zecca di Venezia, dove veniva coniato.
Era in oro praticamente puro (997‰) e di conseguenza ha dato luogo all'espressione "oro zecchino" per indicare l'oro con questa purezza.
- Zecchino d'argento, coniato a partire dal XVII secolo.